# 卡兰卡斯
卡兰卡斯是巴西米纳斯吉拉斯州的一个市镇。总面积727.822平方公里，总人口4015人，人口密度5.5人/平方公里。